# Lorenzo Bandini
Lorenzo Bandini (Barca, 21 dicembre 1935 – Monte Carlo, 10 maggio 1967) è stato un pilota automobilistico italiano.

## Carriera
Lorenzo Bandini nacque il 21 dicembre 1935 a Barce, nella Libia italiana, oggi nota come al-Marj. Il padre Giovanni e la madre Elena Martignoni, emigrati per lavoro dall'Emilia-Romagna, si conobbero e si sposarono nella cittadina africana dove nel 1934 ebbero la prima figlia Gabriella. Nel 1941 la famiglia dovette lasciare l'Africa a causa della seconda guerra mondiale e si trasferì a San Cassiano di Brisighella, paese paterno, dove acquistò un albergo. Dopo la morte del padre, sequestrato e assassinato a fucilate in una rappresaglia durante la guerra di Liberazione (era iscritto al Partito Fascista Repubblicano), la madre portò i due figli a vivere nel suo paese d'origine, Reggiolo, dove Bandini studiò in una scuola di avviamento professionale e iniziò a lavorare come meccanico.

### Gli esordi
Nel 1950 si trasferì a Milano, ove trovò impiego presso l'officina di Goliardo Freddi, padre della sua futura moglie, Margherita. Fu proprio Freddi a lanciare Bandini nel mondo dei motori.

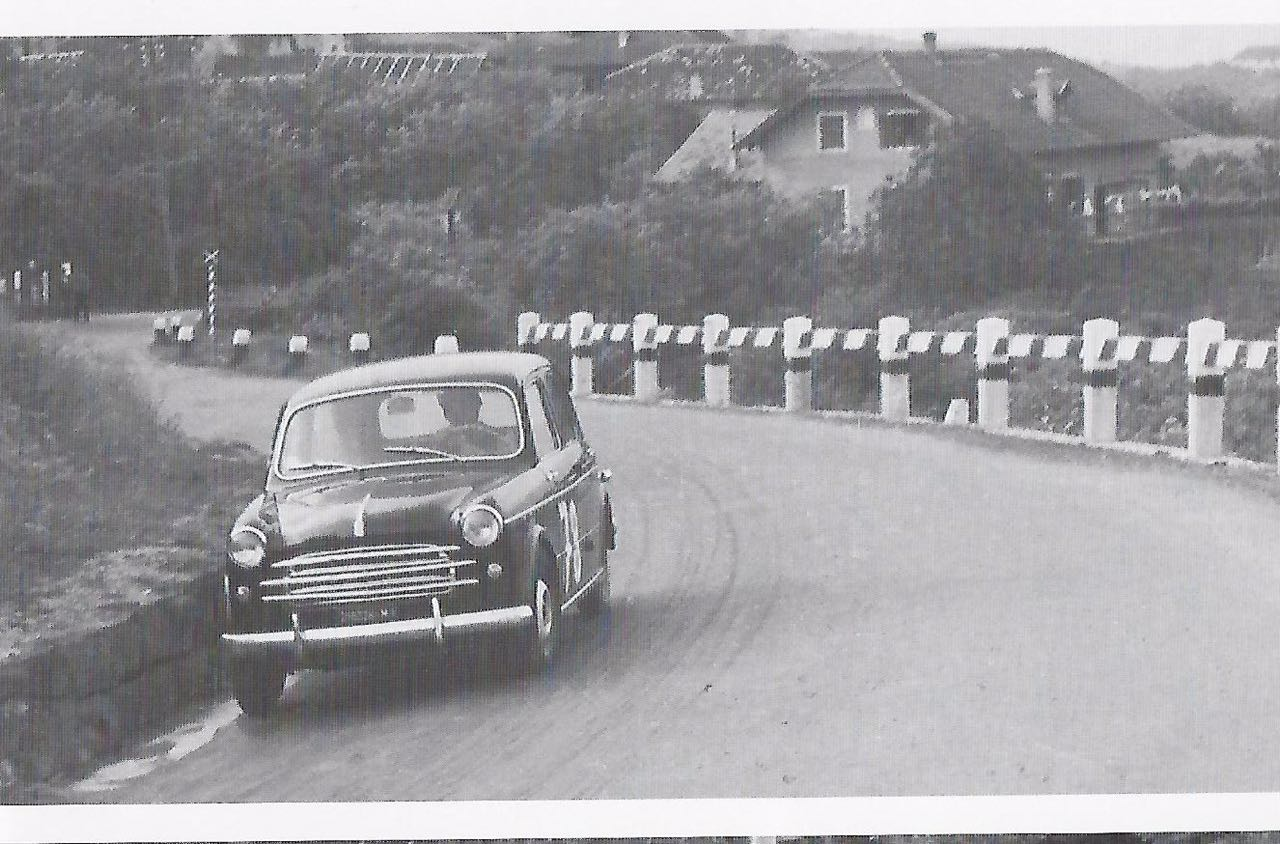
Lorenzo Bandini durante una delle sue prime gare con la FIAT 1100 103 B

Il 10 giugno 1956 fece il suo debutto assoluto nelle gare automobilistiche nella corsa Castell'Arquato–Vernasca, pilotando la Fiat 1100 103 TV (targa MI251528) prestatagli dal suocero (un’altra delle prime vetture da lui guidate in corsa, la Fiat 1100 103 B, targa MI258326, è stata rimessa a nuovo e in perfette condizioni presentata nella trasmissione televisiva Bobbgear del 19-9-2019). Bandini sostituiva il motore di serie con uno elaborato al sabato e alla domenica sera rimontava il motore di serie; si piazzò quindicesimo. Il pilota emiliano cercò di maturare quanta più esperienza possibile, partecipando a diverse gare e ottenendo, il 9 settembre 1956, un bel secondo posto alla Lessolo-Alice, seguito da un altrettanto lusinghiero 3º posto nella classica corsa in salita genovese Pontedecimo-Passo dei Giovi con un'impegnativa Fiat 8V da 2 litri. Nel 1957 conquistò un altro secondo posto nella Garessio-Colle San Bernardo, mentre nella Pontedecimo-Passo dei Giovi fu soltanto 5º di classe con la stessa Fiat 8V con cui aveva gareggiato l'anno precedente.

14 ottobre 1956: la Fiat 8V di Bandini taglia il traguardo al Passo dei Giovi. Si piazzerà al 3º posto di classe

Nel 1958 colse il primo successo: su una Lancia Appia coupé Zagato concluse al primo posto nella classe 1100 Gran Turismo Preparato alla Mille Miglia. Ormai incoraggiato, ottenne negli anni a seguire ottimi risultati uno dietro l'altro: ancora nel 1958 un quinto posto nella Coppa Intereuropa a Monza e un terzo posto alla Coppa d'Oro di Sicilia, dove disputò la sua prima corsa in monoposto, con una Fiat-Volpini di Formula Junior. L'anno successivo (1959) si aggiudicò la classe 500 a Monza nel Trofeo Ascari con una minuscola Berkeley, proseguì la stagione con la Formula Junior (dapprima con la Volpini, successivamente con la Stanguellini) e ottenne numerosi risultati di rilievo: tre vittorie (Catania-Etna, Innsbruck, Coppa della Madunina a Monza), un secondo posto (Pontedecimo-Passo dei Giovi), un terzo posto (Coppa d'Oro di Sicilia) e due quarti posti (Coppa S. Ambroeus a Monza e Grand Prix de Monaco di Formula Junior), più altri risultati minori.
Nel 1960 proseguì l'attività correndo quasi esclusivamente con la Formula Junior e ottenendo altri risultati positivi, tra cui la vittoria al Gran Premio della Libertà a Cuba, ritagliandosi così una certa fama.
Il suo sogno era, però, l'approdo in Formula 1. Nel 1961, dopo aver vinto la Coppa Junior a Monza sperava di poter pilotare una Ferrari, nel frattempo messa a disposizione, su iniziativa della FISA, di un giovane emergente, ma la scelta cadde su un'altra stella nascente dell'automobilismo italiano, Giancarlo Baghetti.

### Formula 1

#### L'esordio in Formula 1
L'esordio in Formula 1 sembrò rimandato, ma Mimmo Dei, patron della Scuderia Centro Sud, offrì a Bandini un contratto per la stagione 1961. Il debutto ebbe luogo il 18 giugno al Gran Premio del Belgio, ma la sua gara si concluse dopo 20 giri a causa di un guasto. La stagione fu in effetti sterile di risultati (Bandini non collezionò neanche un punto, vedendo la bandiera a scacchi solo in Gran Bretagna e in Italia), ma le doti del giovane pilota emiliano erano ormai palesi e veniva ritenuto una delle migliori speranze dell'automobilismo italiano. A dicembre Enzo Ferrari gli propose, infatti, un contratto per la stagione 1962.

#### L'approdo in Ferrari

Lorenzo Bandini alla guida della sua Ferrari nel 1962

Il 1962 fu una stagione deludente per la Ferrari, che soffrì la potenza delle case motoristiche britanniche (BRM, Lotus e Cooper su tutte). Bandini fece il suo esordio a Pau, in una gara non valida per il mondiale, e disputò il Gran Premio di Monaco il 3 giugno, cogliendo subito un terzo posto dietro a Bruce McLaren e Phil Hill. La Ferrari però lesinò ad utilizzarlo: Bandini tornò in pista solo in Germania (ritirato) e Italia (ottavo) e alla fine fu dodicesimo in classifica con 4 punti. Bandini comunque vinse il GP del Mediterraneo a Enna (una corsa di F1, seppur non valida per il Mondiale).
Anche l'anno seguente fu povero di risultati. Bandini esordì solo al quarto gran premio della stagione (decimo posto in Francia) e non andò oltre il quinto posto, conquistato in tre occasioni (Gran Bretagna, USA e Sudafrica). A fine stagione concluse decimo in classifica con 6 punti.
Il 1963 non fu, però, un anno privo di alcun risultato: i piazzamenti nelle gare ufficiali, uniti alla vittoria della 24 Ore di Le Mans (con Ludovico Scarfiotti) e ad altri risultati in prove non incluse nel calendario di F1 fecero di Bandini il "campione italiano assoluto" dell'anno.

#### Il 1964 e la prima vittoria

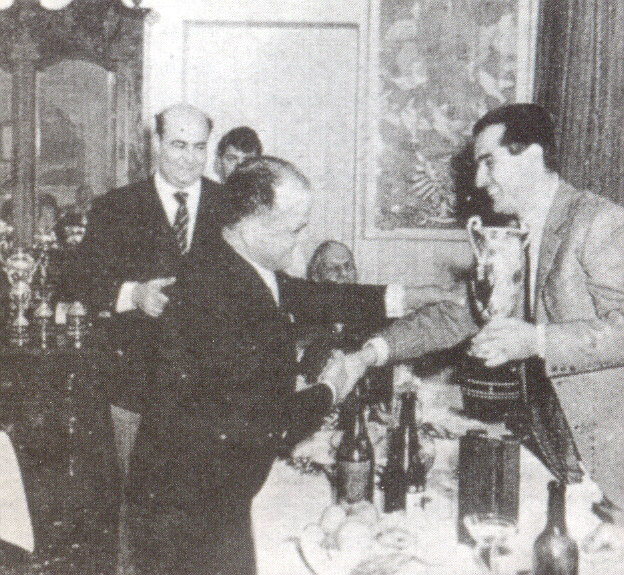
Lorenzo Bandini (a destra) nel 1964, stringe la mano ad Ilario Bandini

Bandini venne quindi confermato in Ferrari per il 1964, con il ruolo di secondo pilota. In quell'anno, il pilota emiliano ottenne i suoi risultati migliori. Tornò sul podio in Germania, dopo il quinto posto in Gran Bretagna, e ottenne, il 23 agosto la sua prima (e unica) vittoria in un Gran Premio valido per il campionato mondiale di Formula 1: è il Gran Premio d'Austria a Zeltweg, che si aggiudicò precedendo di 6,18 secondi Richie Ginther su BRM. Il terzo posto in Italia fece da antifona all'ulteriore podio conquistato nell'ultima gara, in Messico. Qui Bandini giunse nuovamente terzo, dopo aver dato un valido contribuito al compagno di scuderia John Surtees, avendo tenuto dietro per diversi giri il diretto rivale di quest'ultimo per la conquista del titolo, Graham Hill, con cui ebbe anche un piccolo incidente. Surtees vinse il titolo grazie anche al contributo di Bandini, che si classificò quarto con ben 23 punti. Poche settimane dopo la gara, però, si scatenarono alcune polemiche sul comportamento tenuto dal pilota italiano, che ricevette una lettera in cui venne criticato per la sua guida da Peter Garnier e Jo Bonnier, rispettivamente segretario e presidente della Grand Prix Drivers' Association. Bandini respinse le accuse, liquidando il contatto con Hill come normale incidente di gara.

#### Il prosieguo in rosso

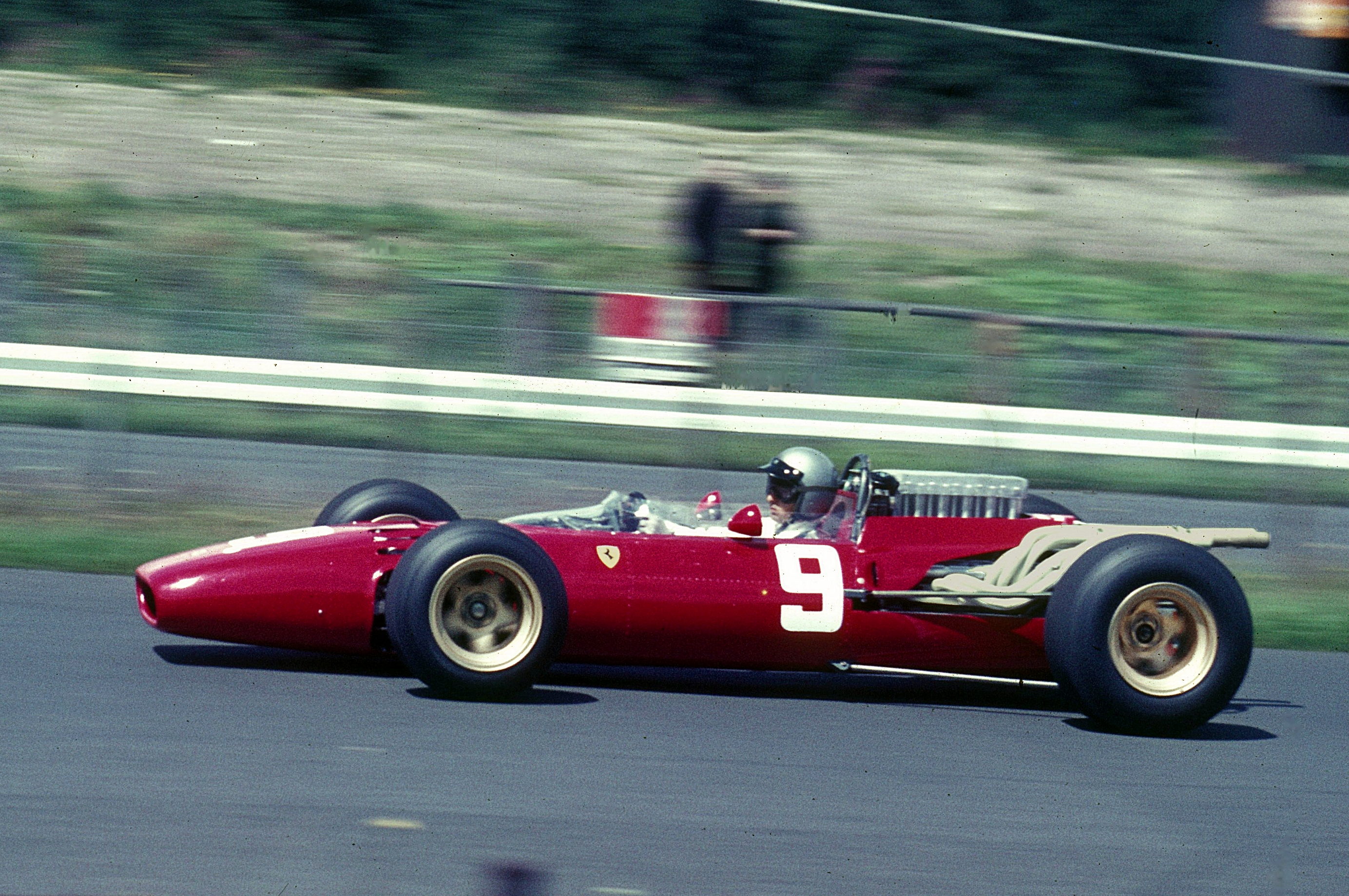
Lorenzo Bandini - Ferrari 312

Il 1965 sembrò aprirsi bene, con la vittoria della Targa Florio con Nino Vaccarella. Il 30 maggio a Monaco, seconda gara della stagione (la prima, in Sudafrica, si era conclusa con il quindicesimo posto), Bandini concluse secondo, dietro a Graham Hill, ma il prosieguo di stagione non fu dei migliori. Per quanto il motore lo tradisca solo una volta (in Gran Bretagna), Bandini andò a punti solo in Germania (sesto), in Italia (quarto) e negli USA (quarto). Alla fine della stagione giunse sesto con 13 punti.
Bandini era deluso, ma anche la stagione 1966 non risultò delle migliori. Nonostante l'ottimo avvio, col secondo posto a Monte Carlo e il terzo in Belgio che lo proiettarono in testa alla classifica mondiale dopo i primi due GP, Bandini vide la bandiera a scacchi solo altre due volte (sesto posto sia in Olanda che in Germania). Alla terza gara, il Gran Premio di Francia, ottenne la pole position e condusse in testa per due terzi di gara prima di subire la rottura del cavo dell'acceleratore. Il pilota, che aveva tentato di ovviare al guasto utilizzando un fil di ferro preso da una rete metallica a bordo pista, fu costretto a desistere poco dopo, terminando undicesimo, con undici giri di distacco dal vincitore. A Monza riuscì a prendere la testa, ma, già al secondo giro, fu costretto a rientrare ai box. Rientrato in pista ebbe successivamente un guasto alla pompa della benzina e si dovette ritirare. Si presentò quindi al Gran Premio degli USA tra i favoriti e, al termine delle qualifiche, risultò terzo. In gara fu poi protagonista di un lungo duello con Jack Brabham, ma, forse per l'eccessivo sforzo richiesto alla propria vettura, il motore cedette, proprio mentre l'italiano era in testa alla corsa. Al termine della stagione risultò, quindi, solo nono in classifica con 12 punti.

#### Il 1967 e la tragica fine
Il 1967 iniziò ottimamente per Bandini, che si impose in coppia con Chris Amon nella 24 ore di Daytona. Il successo ottenuto, oltre a dare morale al pilota, gli garantì una discreta popolarità oltreoceano, tanto che venne ventilata una sua partecipazione alle prove della 500 miglia di Indianapolis. Ad aprile Bandini si impose poi nuovamente alla 1000 km di Monza, sempre in coppia con il neozelandese.
Il pilota romagnolo parve dunque aver reagito nel migliore dei modi allo sfortunato biennio 1965-66 ed Enzo Ferrari gli affidò la prima guida della rossa, sempre al fianco di Amon.
La Ferrari scelse di non presentarsi al Gran Premio del Sudafrica ed esordì nel secondo appuntamento mondiale, a Monte Carlo.
Qualificatosi in seconda posizione alle spalle di Jack Brabham, Bandini scattò bene al via e riuscì a prendere il comando. Di lì a poco l'australiano si ritirò per un cedimento al motore e la sua macchina lasciò una vasta chiazza d'olio sull'asfalto. Il gruppo degli inseguitori, avvedendosi del problema, riuscì a evitarla senza problemi significativi, mentre al passaggio successivo Bandini (ignaro di tutto) la prese in pieno e slittò, Denny Hulme e Jackie Stewart lo sopravanzarono alla chicane e prima della curva del Tabaccaio. Stewart poi dovette a sua volta ritirarsi e l'italiano iniziò a recuperare terreno: al 61º dei 100 giri previsti fece segnare un distacco di appena 7,6 secondi dal battistrada neozelandese.
A questo punto la Ferrari numero 18 incontrò i doppiati Pedro Rodríguez e Graham Hill: il primo si fece facilmente superare, mentre il secondo (forse memore dei fatti del Gran Premio del Messico 1964) lo ostacolò per diverse tornate, facendo nuovamente aumentare il distacco da Hulme.
Superata anche la Lotus, Bandini era tuttavia spossato: la sua guida si fece meno precisa e nei giri seguenti il divario crebbe fino a 20 secondi. I meccanici Ferrari inoltre notarono che egli aveva smesso di dare i convenzionali cenni d'assenso ai cartelli esposti ad ogni passaggio sul traguardo.
All'82º giro si consumò la tragedia: Bandini s'immise nel settore del lungomare a velocità nettamente superiore rispetto a quella canonica: nell'approcciare la chicane del porto sbagliò la traiettoria e il mozzo posteriore della sua Ferrari colpì una bitta di ormeggio delle navi (non protetta e nascosta da uno striscione pubblicitario della Shell). La vettura divenne ingovernabile e in uscita dalla chicane si staccò da terra, atterrando poi capovolta qualche centinaio di metri più avanti ed esplose, incendiando anche le balle di fieno poste a bordo pista.
I soccorsi furono lenti e caotici, anche perché i commissari e i vigili del fuoco, vedendo gli striscioni strappati a bordo pista, credettero inizialmente che il pilota fosse stato sbalzato fuori dalla vettura finendo in acqua (come accadde ad Alberto Ascari nel 1955), e molti di loro si misero quindi a scrutare le acque del porto.
Nel giro di qualche minuto, notando l'inconcludenza dei soccorritori e intuendo la vera natura dell'incidente, il principe Juan Carlos di Borbone e il pilota Giancarlo Baghetti, amici di Bandini, che stavano seguendo la gara proprio in quel punto, scavalcarono le transenne e richiamarono i pompieri verso la monoposto in fiamme. Per estinguere l'incendio e raddrizzare l'auto ci vollero ulteriori tre minuti e mezzo, e solo allora si scoprì che il pilota, ormai in stato comatoso, era rimasto intrappolato all'interno della Ferrari. Bandini venne estratto dal veicolo e trasportato d'urgenza all'ospedale del Principato di Monaco: gli venne diagnosticata una profonda ferita alla milza e ustioni su oltre il 60% del corpo. Ogni tentativo dei medici di salvargli la vita risultò però vano e Lorenzo Bandini morì il 10 maggio, senza aver mai ripreso conoscenza dall'incidente.
Le indagini aperte dopo l'incidente fecero chiarezza sulle cause. Come prima causa fu individuata la stanchezza di Bandini, intuibile dal fatto che il cambio della vettura era stato trovato con la quinta marcia ingranata (mentre all'ingresso della chicane si doveva usare la terza). Nondimeno gli inquirenti contestarono la scarsa sicurezza e le deficienze organizzative del Gran Premio monegasco: lungo il tracciato era infatti comune trovare lamiere metalliche e bitte per l'ormeggio delle navi (sovente non protette e dunque pericolosissime se colpite dalle monoposto in velocità), mentre l'impiego di balle di fieno a scopo protettivo aveva la controindicazione di facilitare lo sviluppo di roghi. Dal canto loro i soccorritori, oltre che inconcludenti, erano sprovvisti di indumenti ignifughi e dotati di estintori poco capienti, non potendo dunque far fronte a un incendio di vaste proporzioni.
La morte di Bandini, pilota molto popolare a livello internazionale, suscitò una vasta impressione e persino papa Paolo VI pronunciò un pubblico messaggio di cordoglio l'11 maggio 1967:
Il funerale, cui presenziarono circa 100.000 persone, fu celebrato a Reggiolo il 13 maggio 1967; la salma venne poi tumulata nel cimitero di Lambrate a Milano, lungo il viale interno verso nord (peraltro non lontano dal civico 9 di via Cavezzali ove aveva fatto il meccanico d'auto).

## Risultati

### Formula 1
| 1961 | Scuderia   | Vettura |  |  |     |  |    |     |   |  |  |  |  | Punti | Pos. |
| ---- | ---------- | ------- |  |  | --- |  | -- | --- | - |  |  |  |  | ----- | ---- |
| 1961 | Centro Sud | T51     |  |  | Rit |  | 12 | Rit | 8 |  |  |  |  | 0     |      |

| 1962 | Scuderia | Vettura |  |   |  |  |  |     |   |  |  |  |  | Punti | Pos. |
| ---- | -------- | ------- |  | - |  |  |  | --- | - |  |  |  |  | ----- | ---- |
| 1962 | Ferrari  | 156 F1  |  | 3 |  |  |  | Rit | 8 |  |  |  |  | 4     | 12º  |

| 1963 | Scuderia           | Vettura       |  |  |  |    |   |     |     |   |     |   |  | Punti | Pos. |
| ---- | ------------------ | ------------- |  |  |  | -- | - | --- | --- | - | --- | - |  | ----- | ---- |
| 1963 | Centro Sud Ferrari | P57 156 F1-63 |  |  |  | 10 | 5 | Rit | Rit | 5 | Rit | 5 |  | 6     | 10º  |

| 1964 | Scuderia     | Vettura               |    |     |     |   |   |   |   |   |     |   |  | Punti | Pos. |
| ---- | ------------ | --------------------- | -- | --- | --- | - | - | - | - | - | --- | - |  | ----- | ---- |
| 1964 | Ferrari NART | 156 F1-63 158 F1 1512 | 10 | Rit | Rit | 9 | 5 | 3 | 1 | 3 | Rit | 3 |  | 23    | 4º   |

| 1965 | Scuderia | Vettura     |    |   |   |   |     |   |   |   |   |   |  | Punti | Pos. |
| ---- | -------- | ----------- | -- | - | - | - | --- | - | - | - | - | - |  | ----- | ---- |
| 1965 | Ferrari  | 1512 158 F1 | 15 | 2 | 9 | 8 | Rit | 9 | 6 | 4 | 4 | 8 |  | 13    | 6º   |

| 1966 | Scuderia | Vettura          |   |   |    |  |   |   |     |     |  |  |  | Punti | Pos. |
| ---- | -------- | ---------------- | - | - | -- |  | - | - | --- | --- |  |  |  | ----- | ---- |
| 1966 | Ferrari  | 246 F1-66 312 F1 | 2 | 3 | NC |  | 6 | 6 | Rit | Rit |  |  |  | 12    | 9º   |

| 1967 | Scuderia | Vettura |  |      |  |  |  |  |  |  |  |  |  | Punti | Pos. |
| ---- | -------- | ------- |  | ---- |  |  |  |  |  |  |  |  |  | ----- | ---- |
| 1967 | Ferrari  | 312 F1  |  | Rit† |  |  |  |  |  |  |  |  |  | 0     |      |

| Legenda | 1º posto     | 2º posto | 3º posto    | A punti         | Senza punti/Non class.  | Grassetto – Pole position Corsivo – Giro più veloce |
| Legenda | Squalificato | Ritirato | Non partito | Non qualificato | Solo prove/Terzo pilota | Grassetto – Pole position Corsivo – Giro più veloce |

† Deceduto durante la gara.

### 24 Ore di Le Mans
| Anno | Classe | N° | Gomme | Vettura                         | Squadra           | Co-piloti             | Giri | Pos. Assol. | Pos. di Classe |
| ---- | ------ | -- | ----- | ------------------------------- | ----------------- | --------------------- | ---- | ----------- | -------------- |
| 1962 | E +3.0 | 7  | D     | Ferrari 330 LM Ferrari 4.0L V12 | SEFAC Ferrari     | Michael "Mike" Parkes | 56   | Rit         | Rit            |
| 1963 | P 3.0  | 21 | D     | Ferrari 250 P Ferrari 3.0L V12  | SpA Ferrari SEFAC | Ludovico Scarfiotti   | 339  | 1º          | 1º             |
| 1964 | P 4.0  | 19 | D     | Ferrari 330 P Ferrari 4.0L V12  | SpA Ferrari SEFAC | John Surtees          | 337  | 3º          | 3º             |
| 1965 | P 4.0  | 22 | D     | Ferrari 275 P2 Ferrari 3.3L V12 | SpA Ferrari SEFAC | Giampiero Biscaldi    | 221  | Rit         | Rit            |
| 1966 | P 5.0  | 21 | F     | Ferrari 330 P3 Ferrari 4.0L V12 | SpA Ferrari SEFAC | Jean Guichet          | 226  | Rit         | Rit            |

### Riepilogo della carriera
| Gare                                                                             | 1958 | 1959 | 1960 | 1961 | 1962 | 1963 | 1964 | 1965 | 1966 | 1967 |
| -------------------------------------------------------------------------------- | ---- | ---- | ---- | ---- | ---- | ---- | ---- | ---- | ---- | ---- |
| Gran Premio d'Austria                                                            |      |      |      |      |      |      | 1°   |      |      |      |
| Gran Premio del Belgio                                                           |      |      |      | Rit  |      |      | Rit  | 9°   | 3°   |      |
| Gran Premio di Francia                                                           |      |      |      |      |      | 10°  | 9°   | 8°   | NC   |      |
| Gran Premio di Germania                                                          |      |      |      | Rit  | Rit  | Rit  | 3°   | 6°   | 6°   |      |
| Gran Premio di Gran Bretagna                                                     |      |      |      | 12°  |      | 5°   | 5°   | Rit  |      |      |
| Gran Premio d'Italia                                                             |      |      |      | 8°   | 8°   | Rit  | 3°   | 4°   | Rit  |      |
| Gran Premio del Messico                                                          |      |      |      |      |      | Rit  | 3°   | 8°   |      |      |
| Gran Premio di Monaco                                                            |      |      |      |      | 3°   |      | 10°  | 2°   | 2°   | Rit  |
| Gran Premio d'Olanda                                                             |      |      |      |      |      |      | Rit  | 9°   | 6°   |      |
| Gran Premio degli Stati Uniti d'America                                          |      |      |      |      |      | 5°   | Rit  | 4°   | Rit  |      |
| Gran Premio del Sudafrica                                                        |      |      |      |      |      | 5°   |      | 15°  |      |      |
| Mille Miglia                                                                     | 38°  |      |      |      |      |      |      |      |      |      |
| Targa Florio                                                                     |      |      |      |      | 2°   | 2°   |      | 1°   | Rit  |      |
| 1000 km di Monza                                                                 |      |      |      |      |      |      |      | Rit  | 10°  | 1°   |
| 1000 km del Nürburgring                                                          |      |      |      |      | Rit  | Rit  | Rit  | 4°   | 2°   |      |
| 12 Ore di Sebring                                                                |      |      |      |      |      | Rit  | 3°   |      | 5°   |      |
| 24 Ore di Daytona                                                                |      |      |      |      |      |      |      |      |      | 1°   |
| 24 Ore di Le Mans                                                                |      |      |      |      | Rit  | 1°   | 3°   | Rit  | Rit  |      |
| 4 Ore di Pescara                                                                 |      |      |      | 1°   |      | -    | -    | -    | -    |      |
| Campionati                                                                       | 1958 | 1959 | 1960 | 1961 | 1962 | 1963 | 1964 | 1965 | 1966 | 1967 |
| Campionato mondiale di Formula 1                                                 |      |      |      |      | 12°  | 10°  | 4°   | 6°   | 9°   |      |
| Campionato italiano assoluto di velocità                                         |      |      |      | 2°   | 2°   | 1°   | 1°   | 1°   | 1°   |      |
| Campionato italiano di Formula Junior                                            |      | 11°  | 6°   | 7°   |      |      |      |      |      |      |
| Campionato italiano di Formula Junior - Allievi                                  |      | 2°   |      |      |      |      |      |      |      |      |
| Legenda - Rit: ritirato. Corsivo: giro veloce in gara. Grassetto: pole position. |      |      |      |      |      |      |      |      |      |      |

## Vittorie assolute
- 1959-4 ottobre: Trofeo Jean Behra, su Fiat-Stanguellini Formula Junior
- 1959-22 novembre: Coppa Madunina (prima batteria), su Fiat-Stanguellini Formula Junior
- 1959-22 novembre: Coppa Madunina (prova finale), su Fiat-Stanguellini Formula Junior
- 1960-28 febbraio: Gran Premio de la Libertad, su Fiat-Stanguellini Formula Junior
- 1960-15 agosto: Gran Premio di Pescara (seconda batteria), su Fiat-Stanguellini Formula Junior
- 1960-2 ottobre: X Prova Addestrativa C.S.A.I., su Fiat-Stanguellini Formula Junior
- 1960-9 ottobre: Coppa Junior Modena (seconda batteria), su Fiat-Stanguellini Formula Junior
- 1961-19 marzo: Coppa Junior Monza (prima batteria), su Fiat-Stanguellini Formula Junior
- 1961-19 marzo: Coppa Junior Monza (prova finale), su Fiat-Stanguellini Formula Junior
- 1961-23 luglio: Gran Premio di Messina (prima batteria), su Lotus 20-Ford Formula Junior
- 1961-15 agosto: 4 Ore di Pescara (con Giorgio Scarlatti), su Ferrari 250 TRI/61
- 1962-18 agosto: Gran Premio del Mediterraneo, su Ferrari Dino 156 F1
- 1963-15/16 giugno: 24 Ore di Le Mans (con Ludovico Scarfiotti), su Ferrari 250 P
- 1963-7 luglio: Trofeo d'Auvergne, su Ferrari 250 TRI/61
- 1964-23 agosto: Gran Premio d'Austria, su Ferrari 156 F1-63
- 1965-9 maggio: Targa Florio (con Nino Vaccarella), su Ferrari 275 P2
- 1967-5 febbraio: 24 Ore di Daytona (con Chris Amon), su Ferrari 330 P4)
- 1967-25 aprile: 1000 km di Monza (con Chris Amon), su Ferrari 330 P4)

## Vittorie di classe
- 1958-21/22 giugno: Mille Miglia (con "Cialy") (classe 1100 Gran Turismo Preparato, su Lancia Appia Zagato)
- 1959-12 aprile: Trofeo Ascari (con Raffaele Cammarota) (classe 500 Gran Turismo, su Berkeley 500 coupé)
- 1959-27 settembre: Catania-Etna (classe Formula Junior, su Fiat-Stanguellini Formula Junior)
- 1962-6 maggio: Targa Florio (con Giancarlo Baghetti) (classe 2000 Sport, su Ferrari 196 SP)
- 1962-18 novembre: Trofeo d'Autunno (classe 2500 Gran Turismo, su Simca-Abarth 1300 coupé)
- 1963-5 maggio: Targa Florio (con Ludovico Scarfiotti) (classe 2000 Sport, su Ferrari 196 SP)
- 1963-25 agosto: Ollon-Villars (classe oltre 2000 Sport Prototipi, su Ferrari 250 TRI/61)
- 1963-24 novembre: Coppa F.I.S.A. (classe 1600 Prototipi, su Alfa Romeo Giulia TZ)
- 1965-16 maggio: Gran Premio Roma (classe 2000 Sport, su Ferrari Dino 166 P)
- 1966-5 giugno: 1000 km del Nürburgring (con Ludovico Scarfiotti) (classe 2000 Prototipi, su Ferrari Dino 206 S)

## Campionati italiani
Nei diversi Campionati Automobilistici Italiani del periodo 1959-1966, Lorenzo Bandini si laurea Campione assoluto d'Italia per 4 anni di seguito; questo il quadro completo dei risultati conseguiti:
- 1959: Campionato italiano Formula Junior - Allievi: 2º
- 1960: Campionato italiano Formula Junior: 6º
- 1961: Campionato italiano assoluto: 2º
- 1961: Campionato italiano Formula Junior: 7º
- 1962: Campionato italiano assoluto: 2º
- 1963: Campionato italiano assoluto: 1º
- 1964: Campionato italiano assoluto: 1º
- 1965: Campionato italiano assoluto: 1º
- 1966: Campionato italiano assoluto: 1º

## Riconoscimenti
Nel 1992 l'Associazione Trofeo Lorenzo Bandini istituì in onore del compianto ferrarista il "Trofeo Lorenzo Bandini", assegnato ogni anno a una figura di spicco della F1 contraddistintasi per risultati di rilievo in pista o per un contributo importante in questo sport. Nel 1997, trentennale della morte di Bandini, il trofeo fu assegnato a Luca Cordero di Montezemolo, nel 2003 a riceverlo fu Michael Schumacher, nel 2013, 2014 e 2017 è stato assegnato rispettivamente a Piero Ferrari, alla Mercedes AMG F1 e alla Scuderia Ferrari. Il Trofeo rappresenta non solo un omaggio a un grande campione del passato, ma anche un’opportunità per celebrare i talenti emergenti e i pilastri consolidati di questo sport.